# A Brasileira (Lisbonne)
Pour les articles homonymes, voir A Brasileira.
A Brasileira de Lisbonne, est un café historique de la freguesia de Sacramento, à Lisbonne, au Portugal. Fondé le 19 novembre de 1905 au 120-122 rua Garrett, sur la place du Chiado.

## Le fondateur et l'histoire d'un Café
A Brasileira du Chiado vendait un "Café du Brésil authentique", produit très peu apprécié et même évité par les maîtresses de maisons lisboètes à cette époque. L'établissement a été fondé par Adriano Soares Teles do Vale, grand-père du cinéaste Luís Galvão Teles (pt).

Adriano Teles est né à Casa de Cimo d'Aldeia, à Alvarenga, municipalité d'Arouca où, curieusement, Fernando Pessoa, client assidu du café, avait aussi des racines familiales,.
Jeune, Adriano Teles émigre au Brésil. Il y fonde un établissement commercial, "Ao Preço Fixo" (Au Prix fixe), qui incluait aussi un bureau de change. Il se concentre sur la production agricole, en particulier de café, qui l'enrichit à la fin du XIXe siècle.
Il revient au Portugal, au début du XXe siècle à cause des problèmes de santé de sa femme, qui décède peu après.
Il crée un réseau de points de vente du café qu'il produisait et importait du Brésil : les fameuses Brasileiras.
Adriano Soares était aussi un homme de culture, intéressé par la musique et la peinture. Il fonde un groupe musical, la Banda de Alvarenga, finançant l'achat des instruments de musique, et fait de la Brasileira du Chiado le premier musée d'art moderne de Lisboa.
Avant de quitter le Brésil, il s'était aussi impliqué dans la presse et la politique comme vereador da Câmara (conseiller municipal).
Em 1908, il rénove le point de vente du Chiado et le transforme en cafétéria.

## A Brasileira et l'Art
Quand la liberté de réunion est promulguée, à la suite de la proclamation de la République portugaise, le 5 octobre 1910, et que le Directoire Républicain s'installe, à côté du Théâtre National de São Carlos, place de São Carlos, rebaptisée place du Directoire, A Brasileira devient un des cafés les plus fréquentés grâce à sa proximité avec ces deux centres politiques et artistiques.

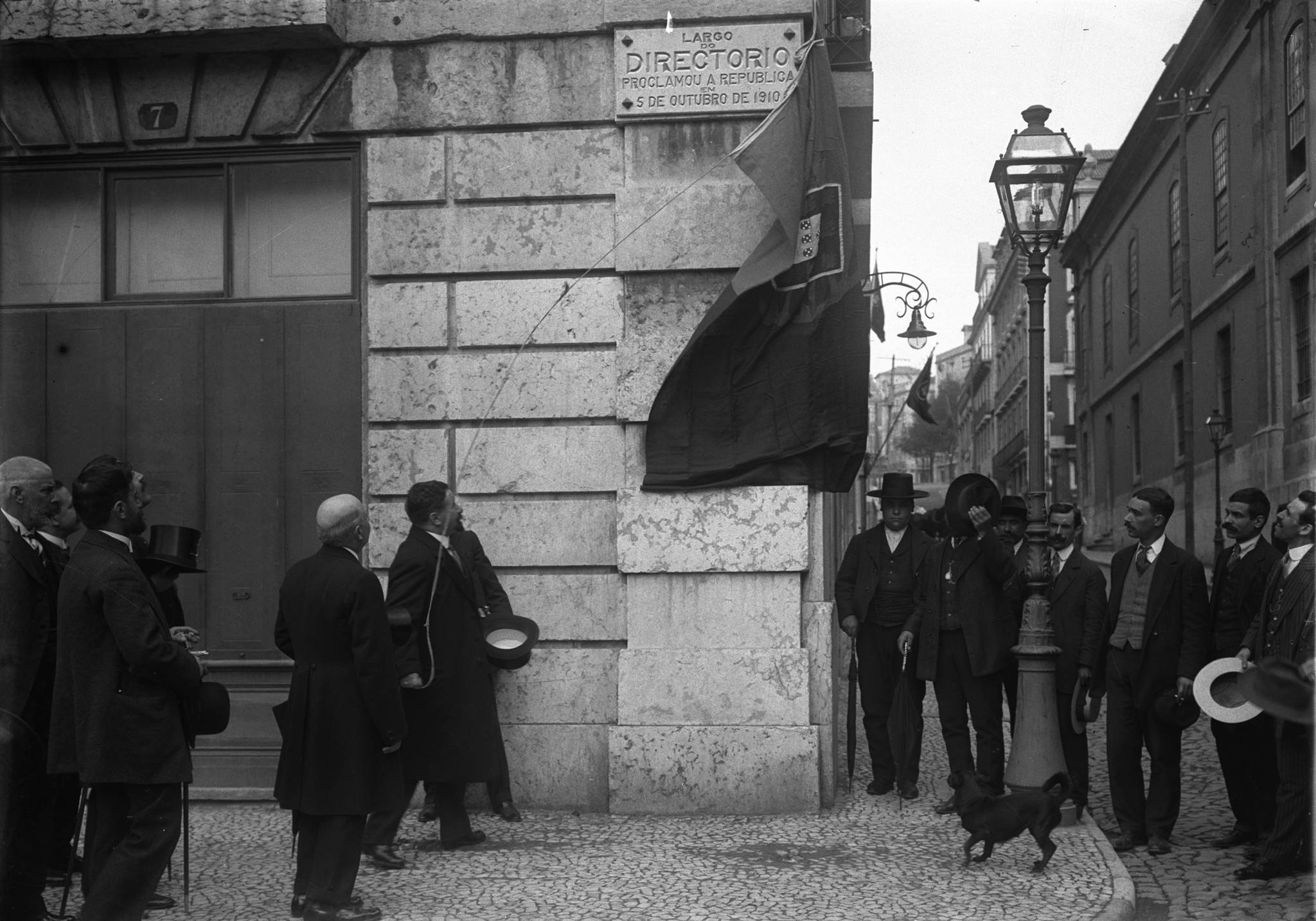
La place São Carlos est rebaptisée en Place du Directoire (1911)

À partir de cette époque, A Brasileira devient le théâtre d'innombrables tertulia intellectuelles, artistiques et littéraires. S'y succèdent les écrivains et artistes, réunis autour du « poète-général » Henrique Rosa, qui finiront par fonder la revue Orpheu.
En 1925, A Brasileira expose onze toiles, sélectionnées par José Pacheko, de sept peintres portugais de la nouvelle génération, qui fréquentaient le café : Almada Negreiros, António Soares (pt), Eduardo Viana, Jorge Barradas (pt), Bernardo Marques (pt), Stuart Carvalhais (pt) et José Pacheko lui-même.
Ce « musée » a été rénové en 1971, avec onze nouvelles toiles de peintres contemporains : António Palolo (pt), Carlos Calvet (pt), Eduardo Nery (pt), Fernando Azevedo, João Hogan (pt), João Vieira, Joaquim Rodrigo (pt), Manuel Baptista (pt), Nikias Skapinakis (pt), Noronha da Costa (pt), et Marcelino Vespeira.
Avec toute l’importance qu'elle a eu dans la vie culturelle du pays, A Brasileira do Chiado conserve une identité propre, par sa décoration, par ses liens avec les cercles des intellectuels, écrivains et artistes de renom tels Fernando Pessoa, Almada Negreiros, Santa Rita Pintor, José Pacheko ou Abel Manta, entre de nombreux autres. L'assiduité de Fernando Pessoa a motivé l'inauguration, dans les années 1980, d'une statue de bronze créée par Lagoa Henriques (pt), que représente l'auteur du Livre de l'intranquillité assis sur l'esplanade du café.

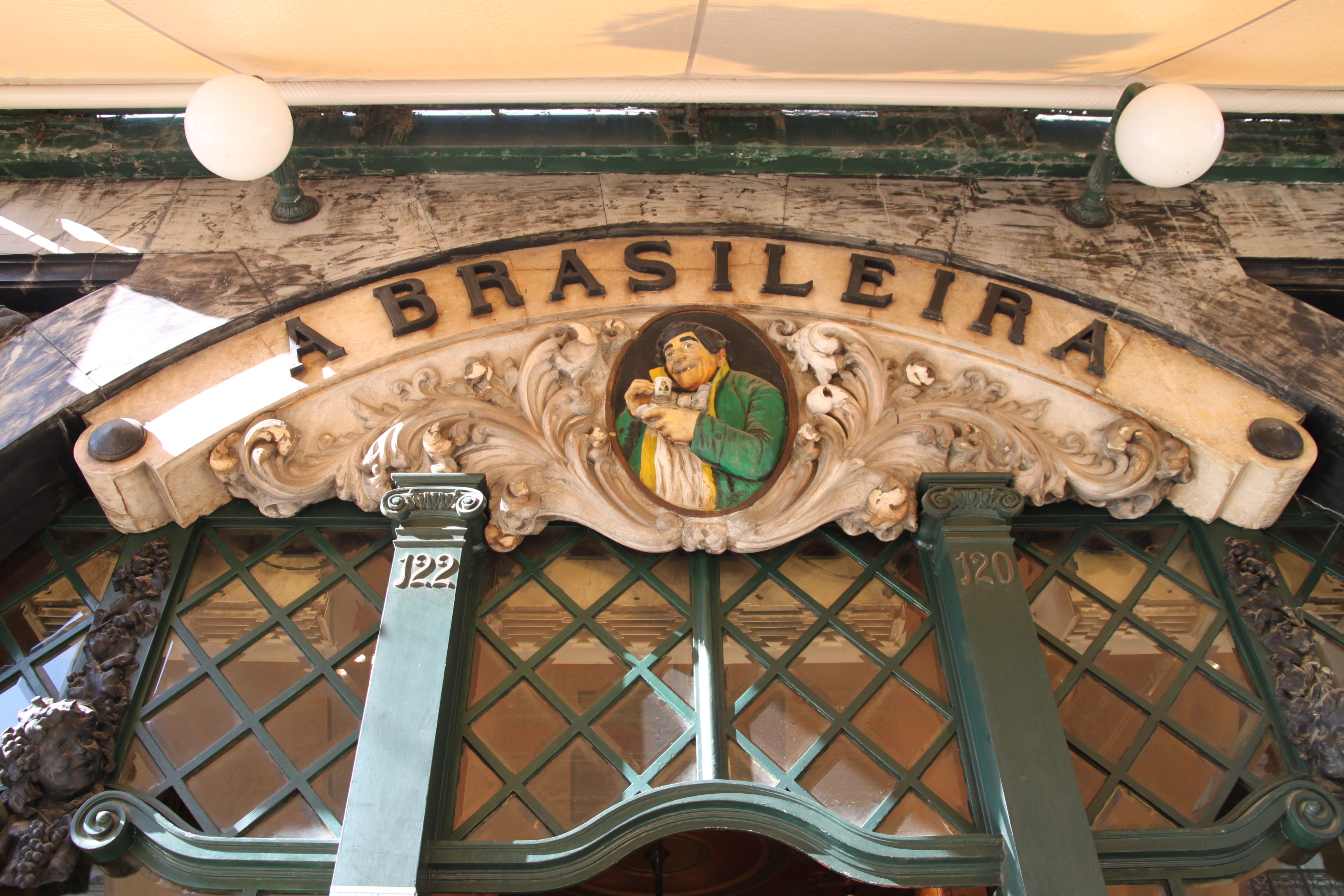
Entrée du café
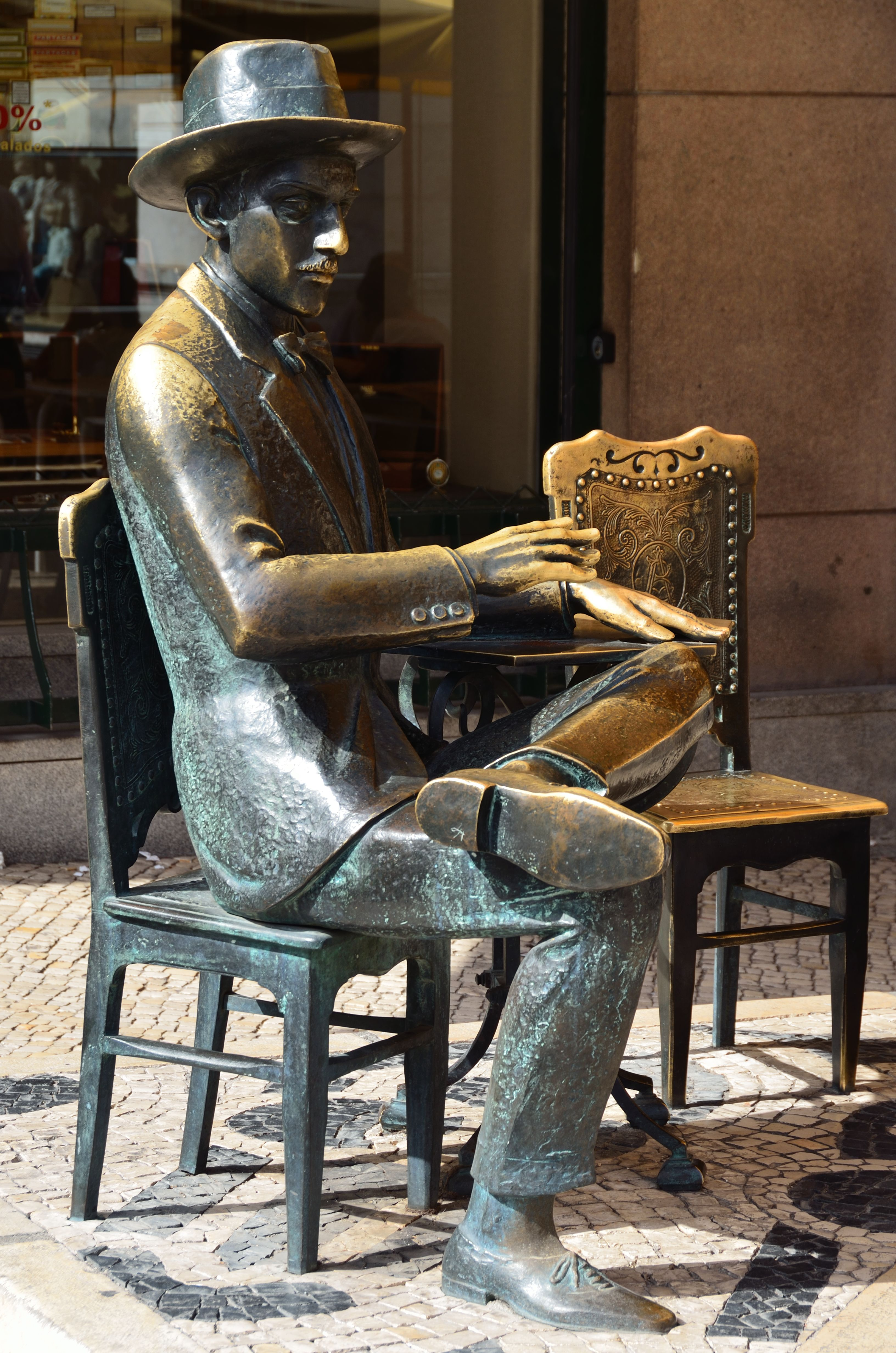
Statue de Fernando Pessoa
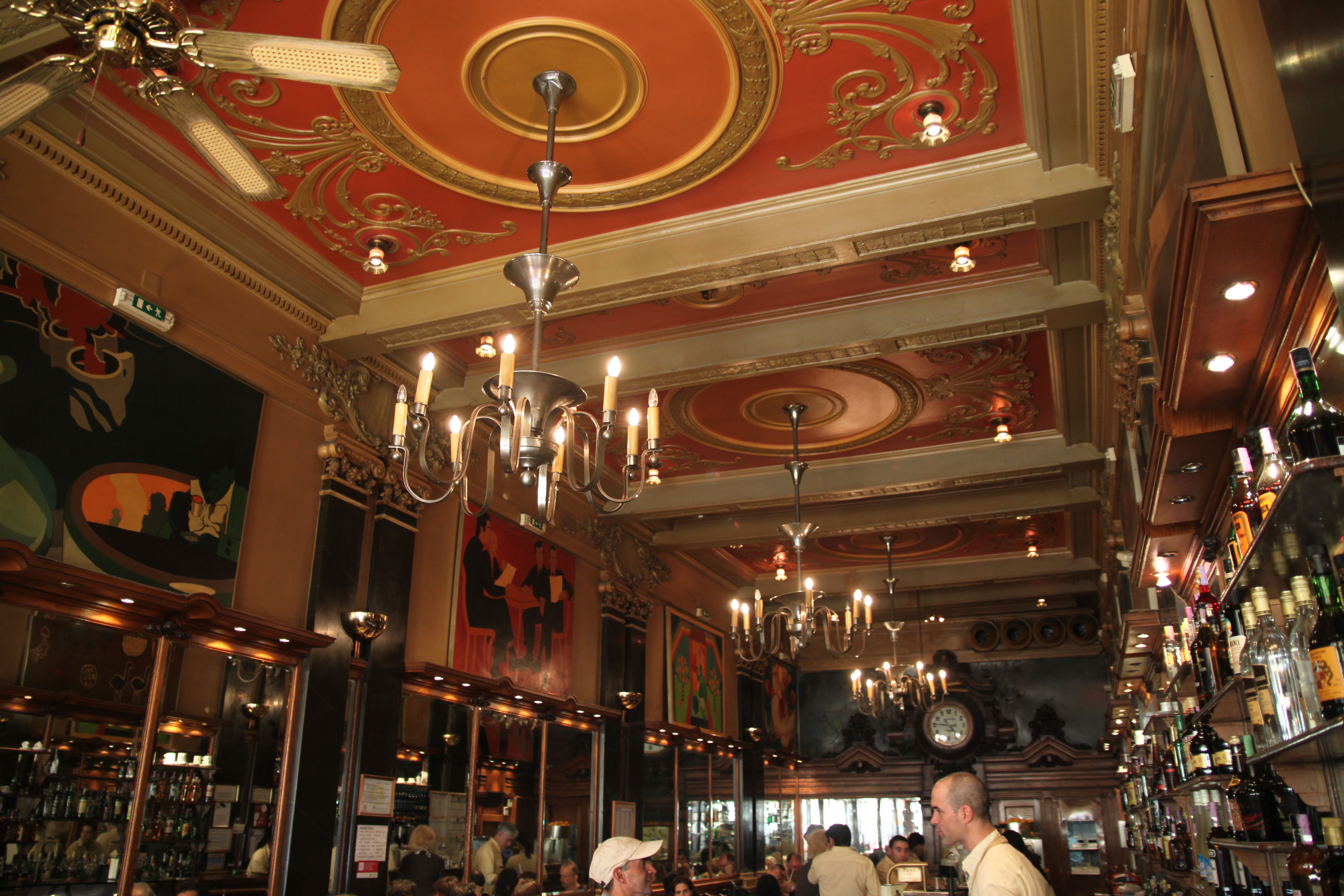
Intérieur et exposition des tableaux
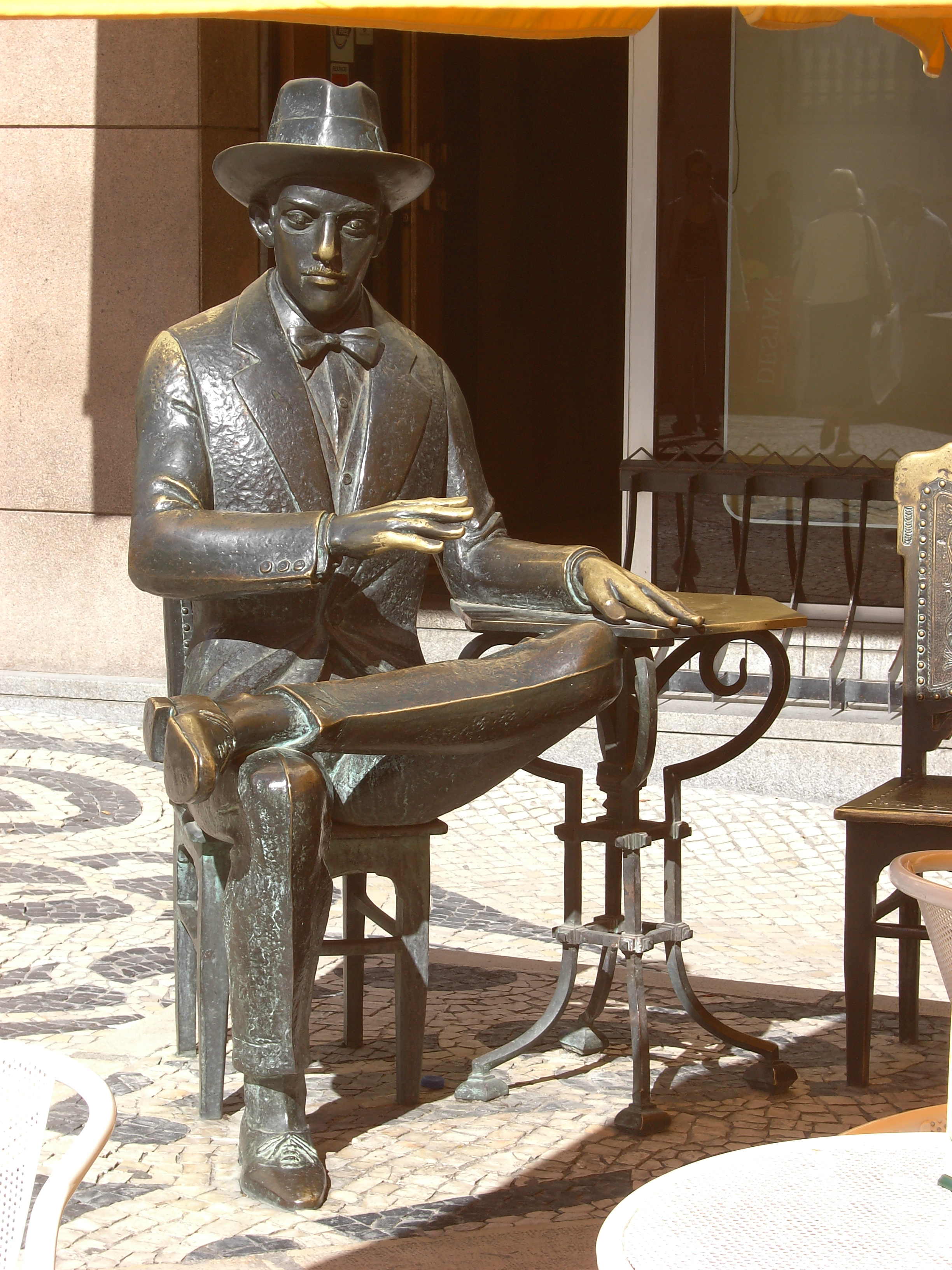
Statue de Fernando Pessoa sur l'esplanade du Café A Brasileira
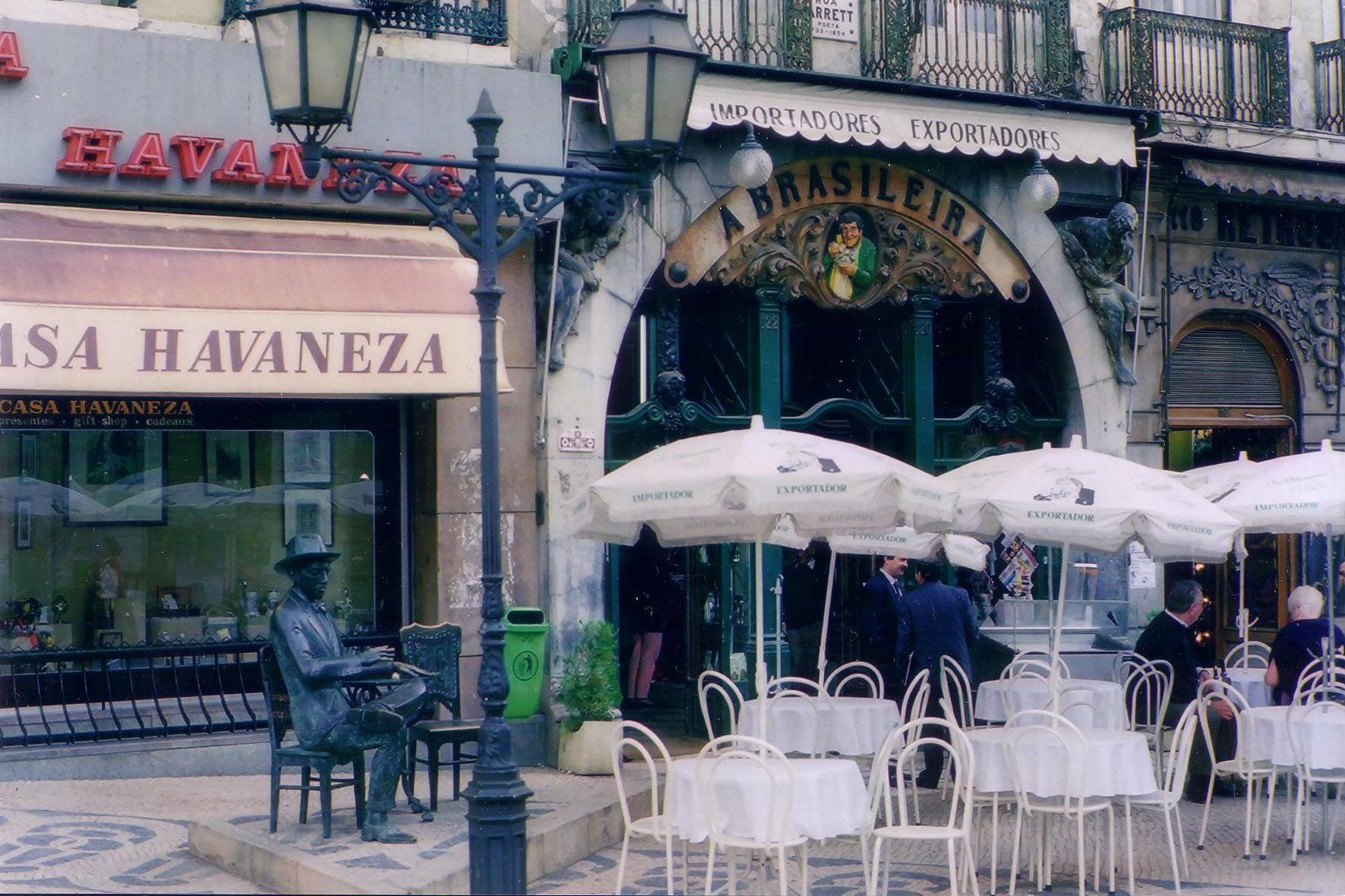
Esplanade du Café A Brasileira
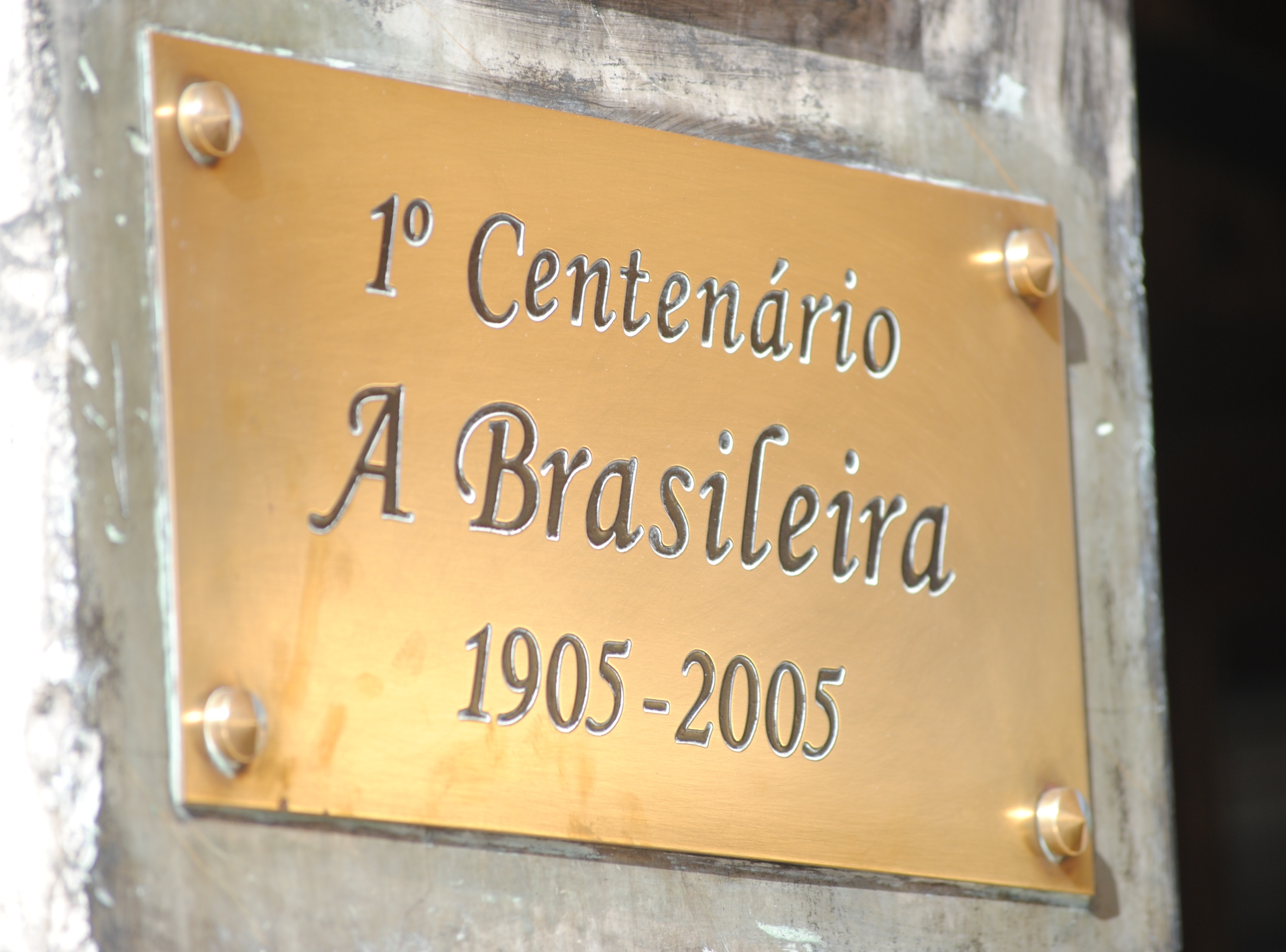
Plaque commémorative du premier centenaire de l'établissement